# Barraute-Camu
Barraute-Camu è un comune francese di 163 abitanti situato nel dipartimento dei Pirenei Atlantici nella regione della Nuova Aquitania.

## Società

### Evoluzione demografica
Abitanti censiti